# Hamdan Ballal
Hamdan Ballal   (Khirbet Susya, 1989) és un cineasta, fotògraf, agricultor i activista de drets humans palestí.

## Biografia
Ballal va néixer el 1989 a Susiya, un llogaret rural palestina de l'àrea de Masafer Yatta, situat a les serres del sud d'Hebron, a Cisjordània. Té un fill. Ballal ha treballat com a agricultor, fotògraf, activista i investigador. A més de realitzar pel·lícules, és membre de la iniciativa Humans of Masafer Yatta, que destaca històries personals de la regió. També fa de voluntari com a investigador de camp per a organitzacions de drets humans com B'Tselem documentant incidents relacionats amb l'ocupació israeliana.
Ballal va ser àmpliament guardonat pel seu treball com a codirector del documental Cap altra terra, junt amb Basel Adra, Yuval Abraham i Rachel Szor. La pel·lícula documenta les experiències de les comunitats palestines a Masafer Yatta durant els desplaçaments forçats per part de les autoritats israelianes i els colons sionistes. Es va estrenar 74è Festival Internacional de Cinema de Berlín el 2024 i l'any següent va guanyar l'Oscar al millor documental. És la primera pel·lícula de Ballal, i els va portar cinc anys fer-la realitat.
Com a activista pels drets humans, ha participat en el projecte Humans of Masafer Yatta i ha estat voluntari de B'Tselem documentant els abusos relacionats amb l'ocupació israeliana de Cisjordània. El 24 de març de 2025, Ballal va ser linxat per colons a casa seva a Cisjordània. Posteriorment fou detingut per les Forces de Defensa d'Israel (FDI).

## Premis
| Any  | Treball         | Premi                                                     | Categoria                           | Resultat                                              | Notes     | Ref.   |
| ---- | --------------- | --------------------------------------------------------- | ----------------------------------- | ----------------------------------------------------- | --------- | ------ |
| 2024 | Cap altra terra | Associació Internacional de Documentals                   | Millor director                     | Compartit amb Basel Adra, Rachel Szor i Yuval Abraham | Guanyador | [ 9 ]  |
| 2024 | Cap altra terra | 74è Festival Internacional de Cinema de Berlín            | Premi del Públic Panorama           | Compartit amb Basel Adra, Rachel Szor i Yuval Abraham | Guanyador | [ 10 ] |
| 2024 | Cap altra terra | 74è Festival Internacional de Cinema de Berlín            | Premi al Documental de la Berlinale | Compartit amb Basel Adra, Rachel Szor i Yuval Abraham | Guanyador | [ 10 ] |
| 2025 | Cap altra terra | 97.ª edició dels Premis Óscar                             | Millor llargmetratge documental     | Compartit amb Basel Adra, Rachel Szor i Yuval Abraham | Guanyador | [ 10 ] |
| 2025 | Cap altra terra | 78.ª edició dels Premis de Cinema de l'Acadèmia Britànica | Millor documental                   | Compartit amb Basel Adra, Rachel Szor i Yuval Abraham | Guanyador | [ 10 ] |